# مارك بورن
مارك بورن (بالإنجليزية: Mark Born)‏ هو سياسي أمريكي، ولد في 14 أبريل 1976 في بيفر دام في الولايات المتحدة. حزبياً، نشط في الحزب الجمهوري. وقد انتخب عضو جمعية ولاية ويسكونسن.

## وصلات خارجية
- الموقع الرسمي